# Harry Hadden-Paton
Harry Hadden-Paton, né le 10 avril 1981 à Londres, est un acteur britannique de cinéma, de théâtre et de télévision. Il a débuté avec un second rôle dans le film français La Môme de Olivier Dahan (2007), mais il est surtout connu pour son interprétation du rôle de Bertie Pelham dans la série Downton Abbey. Il verra son aventure se prolonger dans le film du même nom sorti en 2019.

## Biographie

### Famille
Hadden-Paton est le fils de l'ancien officier de cavalerie Nigel Hadden-Paton et de Sarah Mellor. Il a trois sœurs : Polly, Clementine et Alice qui est mariée à Nicholas van Cutsem, fils du banquier millionnaire et éleveur de chevaux Hugh van Cutsem (en). Il est le filleul de Sarah, duchesse d'York.
Il est marié à l'actrice Rebecca Night qu'il a rencontrée en jouant dans la pièce L'Importance d'être Constant . Ils ont une fille ensemble.

### Éducation
Hadden-Paton est né à London et a étudié au Collège d'Eton et à l'Université de Durham. Il est également allé au LAMDA (London Academy of Music and Dramatic Art).

### Théâtre
Après avoir quitté LAMDA en 2006, Hadden-Paton est devenu acteur de théâtre, détenant dès ses débuts des rôles importants. Il a été récompensé en 2007 par un Ian Charleson Award pour sa performance dans Roméo et Juliette au Centre Battersea Arts ainsi que pour avoir interprété John Worthing dans L'Importance d'être Constant, dirigé par Peter Gill. Ses remarquables performances furent de nouveau mises en avant lorsqu'il interpréta Capitaine Jack Absolute dans The Rivals au théâtre The Southwark, Hohenzollern dans The Prince of Homburg au théâtre The Donmar, et Harry Villiers en 2010 dans Posh au Royal Court Theater.
En 2011, il incarne au Théâtre Royal Haymarket Teddy Graham, dans le revival de Flare Path, qui remportera un Olivier Award,  ainsi que Jackie Jackson dans l'adaptation cinématographique de The Deep Blue Sea, qui marquèrent tous deux le centenaire de leur auteur, Terence Rattigan.
Après le succès de Flare Path, il incarne Michael Palin dans la pièce de  Steve Thompson, intitulée No Naughty Bits au Théâtre Hampstead. Ol jouera ensuite le rôle de Marlow dans la pièce de Jamie Lloyd, She Stoops to Conquer, au National Théâtre, puis Alsamero au théâtre The Young Vic, dans la pièce The Changeling, et Phillip dans le revival de la pièce d'Alexi Kaye Campbell, The Pride, au Trafalgar Studios.

### Cinéma et télévision
À la télévision, il a joué dans Midsomer Murders, The Hollow Crown (2012), The Amazing Mrs. Pritchard, Hotel Babylon, Silk, Waking the Dead, Drifters, Walter et Grantchester.
Ses apparitions au cinéma sont également notables dans  La Môme d'Olivier Dahan (2007), The Deep Blue Sea de Terence Davies (2011) et Il était temps de Richard Curtis (2013).

## Filmographie partielle

### Cinéma
- 2007 : La Môme d'Olivier Dahan : Doug Davis
- 2009 : In the Loop d'Armando Iannucci : Fonctionnaire d'État
- 2011 : The Deep Blue Sea de Terence Davies : Jackie Jackson
- 2013 : Having You de Sam Hoare
- 2013 : Il était temps de Richard Curtis [5]
- 2019 : Downton Abbey (film) de Michael Engler : Herbert "Bertie" Pelham, marquis d'Hexham
- 2022 : Downton Abbey 2 : Une nouvelle ère de Simon Curtis : Herbert "Bertie" Pelham, marquis d'Hexham
- 2024 : Twisters de Lee Isaac Chung : Ben
- 2025 : Downton Abbey 3 de Simon Curtis : Herbert "Bertie" Pelham, marquis d'Hexham

### Télévision
- 2006 : The Amazing Mrs Pritchard (série télévisée)
- 2007 : Lisa's new man
- 2007 : Hotel Babylon (série télévisée)
- 2008 : Meurtres en sommeil (série télévisée) : James Malham
- 2012 : The Hollow Crown, série de quatre téléfilms produite par Sam Mendes pour la BBC Two
- 2014-2015 : Downton Abbey : Bertie Pelham
- 2016-2017 : The Crown : Martin Charteris
- 2017 : Versailles : Gaston de Foix

### Jeux vidéo
- 2014 : Dragon Age: Inquisition : L'Inquisiteur (accent britannique)
- 2017 : Divinity: Original Sin II : Le Prince Rouge (voix)
- 2018: Vampyr : Edgar Swansea